# Jean Petitot

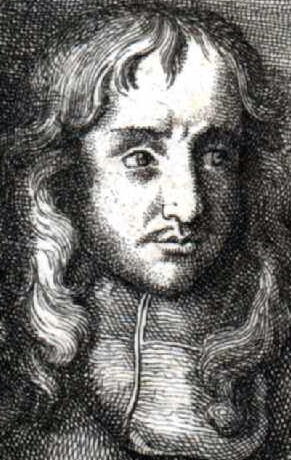
Jean Petitot

Jean Petitot, född den 12 juli 1607 i Genève, död den 3 april 1691 i Vevey, var en schweizisk konstnär, som specialiserade sig på  miniatyr och emaljarbeten. Han var far till Jean-Louis Petitot.
Petitot arbetade vid Karl I:s hov i England och efter dennes död 1649 vid Ludvig XIV:s hov i Paris. Hans miniatyrer är idag mycket eftersökta av samlare. Petitot är representerad bland annat vid Nationalmuseum i Stockholm.